# Los Pocitos, Bella Vista
Los Pocitos är en ort i Mexiko.   Den ligger i kommunen Bella Vista och delstaten Chiapas, i den sydöstra delen av landet, 900 km sydost om huvudstaden Mexico City. Los Pocitos ligger 1 135 meter över havet och antalet invånare är 120.
Terrängen runt Los Pocitos är varierad. Runt Los Pocitos är det ganska tätbefolkat, med 80 invånare per kvadratkilometer. Närmaste större samhälle är Frontera Comalapa, 5,6 km nordost om Los Pocitos. I omgivningarna runt Los Pocitos växer huvudsakligen savannskog.